# Вашингтон Сенаторз (1901–1960)
Вашингтон Сенаторз (англ. Washington Senators) — профессиональный бейсбольный клуб из Вашингтона (округ Колумбия, США), игравший в Главной лиге бейсбола в 1901—1960 годах. В 1960 году команда переехала в Миннеаполис, где выступает под названием «Миннесота Твинс».

## История
«Сенаторз» вошли в число восьми клубов-основателей Американской лиги в 1901 году. Лучшим достижением команды стала победа в Мировой серии в сезоне 1924.
На следующий год после переезда «Сенаторз» в Миннесоту в Вашингтоне образовался одноимённый клуб, также вошедший в Американскую лигу.